# Alloblackburneus acutulus
Alloblackburneus acutulus är en skalbaggsart som beskrevs av Bordat 2009. Alloblackburneus acutulus ingår i släktet Alloblackburneus och familjen Aphodiidae. Inga underarter finns listade i Catalogue of Life.